# Francisco Jesús Orozco Mengíbar

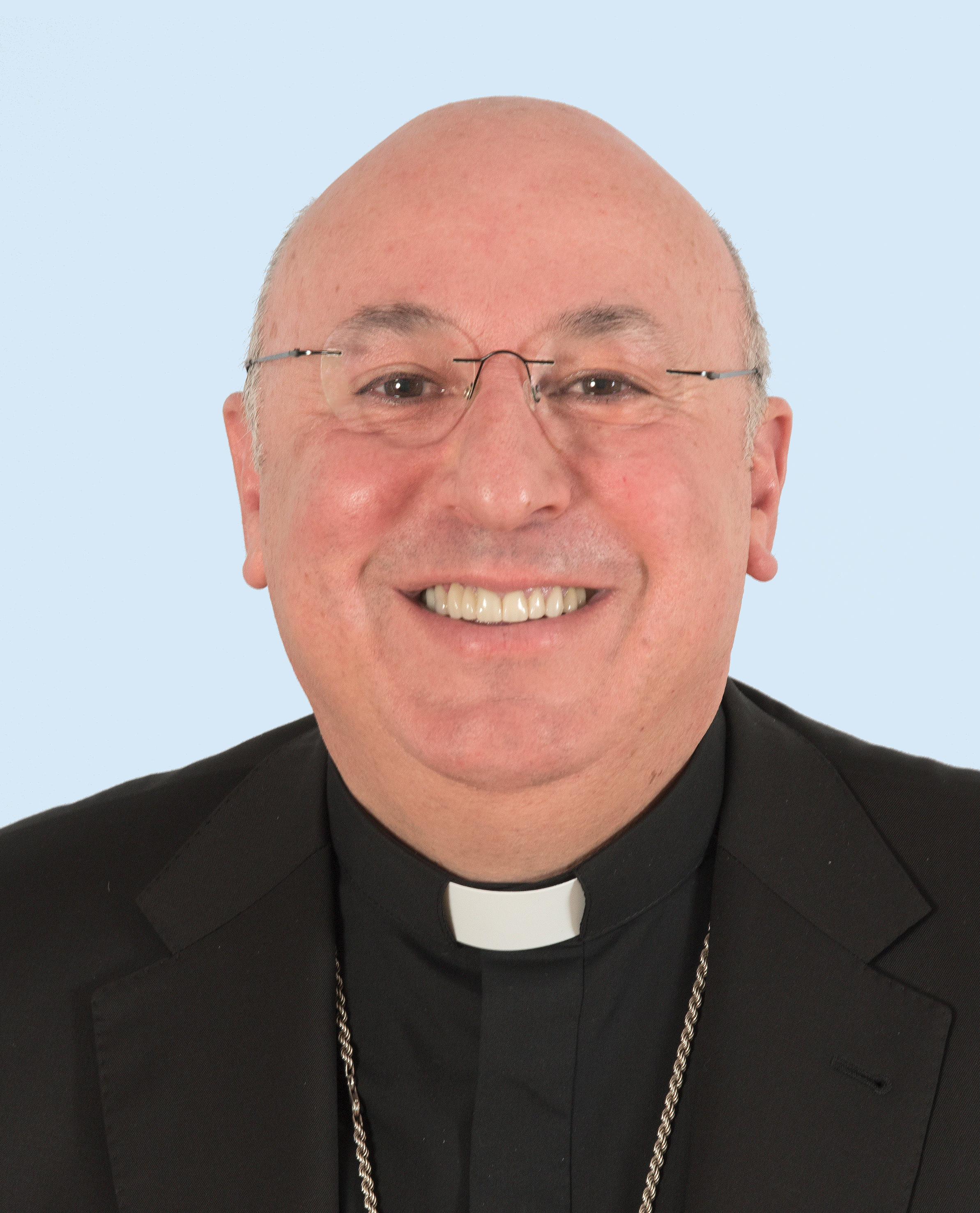
Francisco Jesús Orozco Mengíbar

Francisco Jesús Orozco Mengíbar (* 23. April 1970 in Villafranca de Córdoba, Spanien) ist ein spanischer Geistlicher und römisch-katholischer Bischof von Guadix.

## Leben
Francisco Jesús Orozco Mengíbar empfing am 9. Juli 1995 durch Bischof José Antonio Infantes Florido das Sakrament der Priesterweihe für das Bistum Córdoba.
Am 30. Oktober 2018 ernannte ihn Papst Franziskus zum Bischof von Guadix. Der Erzbischof von Granada, Francisco Javier Martínez Fernández, spendete ihm am 22. Dezember desselben Jahres die Bischofsweihe. Mitkonsekratoren waren der Erzbischof von Sevilla, Juan José Asenjo Pelegrina, und der Bischof von Córdoba, Demetrio Fernández González.